# Mayrornis lessoni
Mayrornis lessoni là một loài chim trong họ Monarchidae.